# Three Caprices for Band
Three Caprices for Band is een compositie voor harmonieorkest of fanfareorkest van de Nederlandse componist Henk van Lijnschooten. Het is geschreven op verzoek van de Festliche Musiktage van het Forum für zeitgenössische Blasmusik in het Zwitserse Uster, waarvoor hij in 1968 ook al een werk had gecomponeerd (Kleine Speelmuziek).